# Saint-Germain-Laprade
Saint-Germain-Laprade ist eine französische Gemeinde mit 3459 Einwohnern (Stand 1. Januar 2022) im Département Haute-Loire in der Region Auvergne-Rhône-Alpes.

## Geografie
Saint-Germain-Laprade liegt rund neun Kilometer östlich des Départementhauptortes Le Puy-en-Velay. Im Westen berührt das Gemeindegebiet das rechte Ufer der Loire, im Nordwesten bildet die Sumène, im Südwesten die Gagne die Gemeindegrenze.

## Bevölkerungsentwicklung
| Jahr                       | 1962 | 1968 | 1975 | 1982 | 1990 | 1999 | 2007 | 2017 |
| Einwohner                  | 1135 | 1166 | 1491 | 2169 | 2739 | 2992 | 3354 | 3634 |
| Quellen: Cassini und INSEE |      |      |      |      |      |      |      |      |

## Sehenswürdigkeiten
- Château du Bourg
- Abteikirche Abbaye de Doue
- Église du Bourg
- Château du Villard

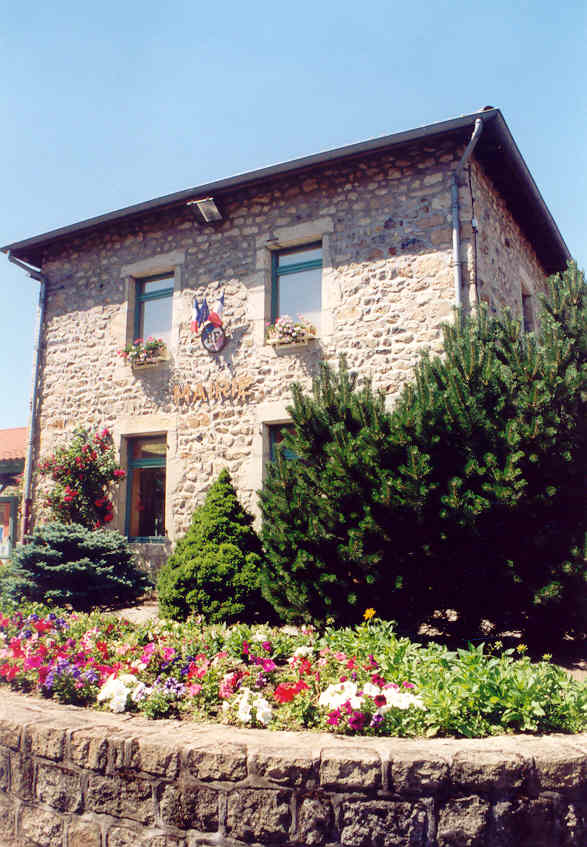
Rathaus
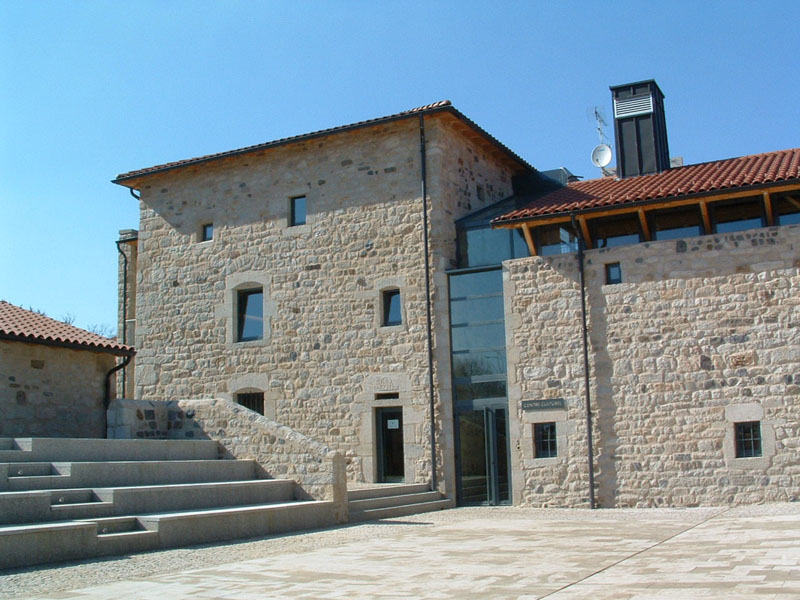
Kulturzentrum
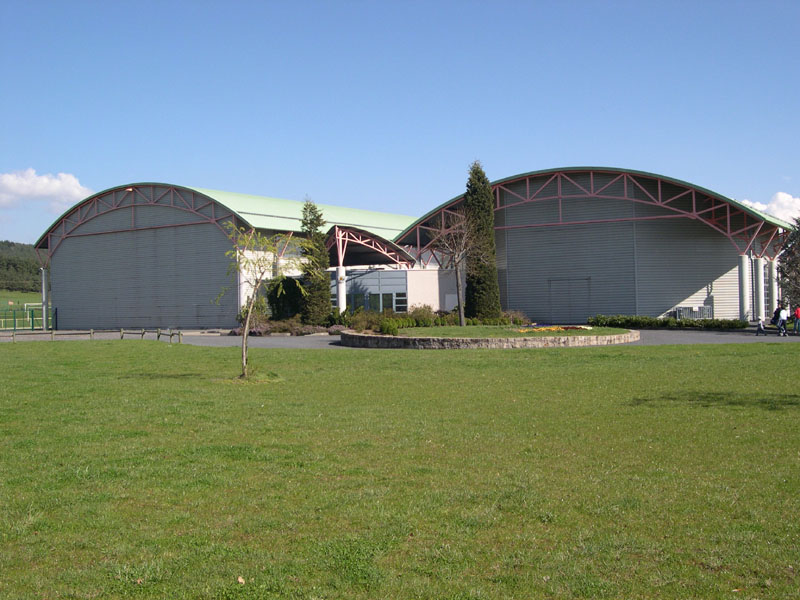
Sportzentrum

## Wirtschaft
Größter Arbeitgeber in der Gemeinde ist ein Werk der Michelin-Gruppe.

## Gemeindepartnerschaften
Es bestehen Partnerschaften zwischen Saint-Germain-Laprade und Náquera in der spanischen Provinz Valencia sowie mit dem lombardischen Calco (Italien).